# Alpes del Chiemgau
 Los Alpes del Chiemgau (en alemán: Chiemgauer Alpen) son una cadena montañosa en los Alpes de piedra caliza del norte y por lo tanto pertenecen a los Alpes orientales. Su mayor parte está situada en Baviera, Alemania, y solo una pequeña sección cruza la frontera austriaca con los estados de Salzburgo y Tirol. Alcanzan su máxima elevación (1961 m) en el Sonntagshorn, un pico que se extiende en la frontera entre Alemania y Austria. 

## Geografía
Los Alpes del Chiemgau se extienden desde el río Inn en el oeste hasta el río Salzach en el este y cubren una distancia de 60 km; su ancho máximo en dirección norte-sur asciende a unos 25-30 km. Están rodeados por las siguientes cordilleras: 
- Prealpes bávaros en el oeste
- Kaisergebirge en el suroeste
- Leoganger Steinberge en el sur
- Loferer Steinberge en el sureste
- Alpes de Berchtesgaden en el sureste y este

Su borde norte a menudo cae drásticamente a las estribaciones. 

### Picos principales
- Sonntagshorn 1961 m
- Steinplatte 1869 m
- Geigelstein 1813 m
- Zwiesel 1781 m
- Dürrnbachhorn 1776 m
- Hochstaufen 1771 m
- Fellhorn 1764 m
- Hochgern 1744 m

Picos para la escalada en roca: 
- Hörndlwand 1684 m
- Kampenwand 1664 m

- Datos: Q572571
- Multimedia: Chiemgau Alps / Q572571